# Ciclisme als Jocs Olímpics d'estiu de 1908 - 660 iardes masculines
La prova de les 660 iardes masculines va ser una de les set proves de ciclisme en pista que es van disputar als Jocs Olímpics de Londres de 1908. Aquesta fou la prova més curta de totes les disputades i consistia en una sola volta a la pista. El límit per a completar la cursa era d'un minut i deu segons.

## Medallistes
| Or             | Plata          | Bronze      |
| Victor Johnson | Émile Demangel | Karl Neumer |

## Resultats

### Primera ronda
Sols es classifica el primer ciclista de les 16 sèries per a la ronda de semifinals.
| Posició | Ciclista       | Temps      |
| ------- | -------------- | ---------- |
| 1       | Benjamin Jones | 59,0"      |
| 2       | Dorus Nijland  | desconegut |

| Posició | Ciclista           | Temps      |
| ------- | ------------------ | ---------- |
| 1       | William Bailey     | 50,8"      |
| 2       | Frederick McCarthy | desconegut |
| 3       | Pierre Seginaud    | desconegut |

| Posició | Ciclista           | Temps      |
| ------- | ------------------ | ---------- |
| 1       | Clarence Kingsbury | 57,4"      |
| 2       | Rudolf Katzer      | desconegut |
| 3       | Georgius Damen     | desconegut |

| Posició | Ciclista             | Temps      |
| ------- | -------------------- | ---------- |
| 1       | Victor Johnson       | 56,2"      |
| 2       | Jean Patou           | desconegut |
| 3       | Richard Villepontoux | desconegut |

| Posició | Ciclista         | Temps       |
| ------- | ---------------- | ----------- |
| —       | Maurice Schilles | Sense temps |
| —       | Frank Shore      | Sense temps |

| Posició | Ciclista       | Temps      |
| ------- | -------------- | ---------- |
| 1       | Émile Demangel | 59,8"      |
| 2       | George Summers | desconegut |
| 3       | Andrew Hansen  | desconegut |

| Posició | Ciclista             | Temps      |
| ------- | -------------------- | ---------- |
| 1       | Johannes van Spengen | 58,2"      |
| 2       | Hermann Martens      | desconegut |
| 3       | Joe Lavery           | desconegut |

| Posició | Ciclista         | Temps      |
| ------- | ---------------- | ---------- |
| 1       | Walter Andrews   | 55,8"      |
| 2       | Joseph Werbrouck | desconegut |
| 3       | Gaston Delaplane | desconegut |

| Posició | Ciclista        | Temps      |
| ------- | --------------- | ---------- |
| 1       | Paul Texier     | 1' 01,6"   |
| 2       | Thomas Passmore | desconegut |

| Posició | Ciclista       | Temps      |
| ------- | -------------- | ---------- |
| 1       | Floris Venter  | 1' 03,2"   |
| 2       | Georges Perrin | desconegut |
| 3       | Bruno Götze    | desconegut |

| Posició | Ciclista        | Temps      |
| ------- | --------------- | ---------- |
| 1       | Karl Neumer     | 54,2"      |
| 2       | W. F. Magee     | desconegut |
| 3       | Émile Marechal  | desconegut |
| 4       | Antonie Gerrits | desconegut |

| Posició | Ciclista         | Temps      |
| ------- | ---------------- | ---------- |
| 1       | Ernest Payne     | 57,2"      |
| 2       | André Poulain    | desconegut |
| 3       | Jean van Benthem | desconegut |

| Posició | Ciclista                     | Temps      |
| ------- | ---------------------------- | ---------- |
| 1       | Daniel Flynn                 | 55,0"      |
| 2       | Gerard Bosch van Drakenstein | desconegut |
| 3       | Paul Schulze                 | desconegut |

| Posició | Ciclista        | Temps      |
| ------- | --------------- | ---------- |
| 1       | Lucien Renard   | 55,2"      |
| 2       | Gaston Dreyfus  | desconegut |
| 3       | William Morton  | desconegut |
| 4       | Gerald Anderson | desconegut |

| Posició | Ciclista         | Temps      |
| ------- | ---------------- | ---------- |
| 1       | George Cameron   | 1' 05,2"   |
| 2       | Léon Couckelberg | desconegut |

| Posició | Ciclista         | Temps      |
| ------- | ---------------- | ---------- |
| 1       | André Auffray    | 58,4"      |
| 2       | Arthur J. Denny  | desconegut |
| 3       | Philipus Frylink | desconegut |

### Semifinals
El ciclista més ràpid de cadascuna de les quatre semifinals passa a la final.
| Posició | Ciclista             | Temps      |
| ------- | -------------------- | ---------- |
| 1       | Victor Johnson       | 59,2"      |
| 2       | Johannes van Spengen | desconegut |
| 3       | Paul Texier          | desconegut |
| 4       | Walter Andrews       | desconegut |

| Posició | Ciclista           | Temps      |
| ------- | ------------------ | ---------- |
| 1       | Émile Demangel     | 51,6"      |
| 2       | Clarence Kingsbury | desconegut |
| 3       | William Bailey     | desconegut |
| 4       | Floris Venter      | desconegut |

| Posició | Ciclista       | Temps      |
| ------- | -------------- | ---------- |
| 1       | Daniel Flynn   | 54,8"      |
| 2       | André Auffray  | desconegut |
| 3       | George Cameron | desconegut |
| 4       | Ernest Payne   | desconegut |

| Posició | Ciclista       | Temps      |
| ------- | -------------- | ---------- |
| 1       | Karl Neumer    | 1' 05,6"   |
| 2       | Lucien Renard  | desconegut |
| 3       | Benjamin Jones | desconegut |

### Final
| Posició | Ciclista       | Temps      |
| ------- | -------------- | ---------- |
| Or      | Victor Johnson | 51,2"      |
| Plata   | Émile Demangel | desconegut |
| Bronze  | Karl Neumer    | desconegut |
| 4       | Daniel Flynn   | desconegut |